# Султан аль-Баракани
Султан Саид Абдулла аль-Баракани (араб. سلطان سعيد عبدالله البركاني‎; род. 27 июля 1956) — йеменский политик и нынешний спикер Палаты представителей Йемена с 2019 года.

## Биография
Родился в 1956 году в районе Аль-Маафер провинции Таиз. Он является депутатом ВНК и был избран новым спикером Палаты представителей на сессии, состоявшейся в Сайуне 13 апреля 2019 года. Это была первая сессия парламента, лояльного международно признанному правительству Йемена, с момента начала гражданской войны в Йемене в 2015 году.